# Campeonato da Europa de Atletismo de 2022 - Heptatlo feminino
A prova do heptatlo feminino do Campeonato da Europa de Atletismo de 2022 foi disputada nos dias  17 e 18 de agosto de 2022, no Estádio Olímpico de Munique, em Munique na Alemanha.

## Recordes
Antes desta competição, os recordes mundiais e do campeonato nesta prova eram os seguintes:
|                       | Nome                 | Nacionalidade  | Pontos | Local     | Data                   |
| --------------------- | -------------------- | -------------- | ------ | --------- | ---------------------- |
| Recorde mundial       | Jackie Joyner-Kersee | Estados Unidos | 7291   | Seul      | 24 de setembro de 1988 |
| Recorde europeu       | Carolina Klüft       | Suécia         | 7032   | Osaka     | 26 de maio de 2007     |
| Recorde do campeonato | Jessica Ennis        | Reino Unido    | 6823   | Barcelona | 31 de julho de 2010    |

## Medalhistas
| Ouro                   | Prata                | Bronze            |
| Nafissatou Thiam (BEL) | Adrianna Sułek (POL) | Annik Kälin (SUI) |

## Cronograma
Todos os horários são locais (UTC+2)
| Data         | Horário | Fase                     |
| ------------ | ------- | ------------------------ |
| 17 de agosto | 10:46   | 100 metros com barreiras |
| 17 de agosto | 11:35   | Salto em altura          |
| 17 de agosto | 19:49   | Arremesso de peso        |
| 17 de agosto | 21:17   | 200 metros               |
| 18 de agosto | 09:25   | Salto em distância       |
| 18 de agosto | 11:36   | Lançamento de dardo      |
| 18 de agosto | 21:55   | 800 metros               |

## Resultados

### 100 metros com barreiras
A prova foi realizada no dia 17 de agosto às 10:46.
| Posição | Bateria | Atleta            | Nacionalidade | Tempo | Notas                | Pontos |
| ------- | ------- | ----------------- | ------------- | ----- | -------------------- | ------ |
| 1       | 3       | Annik Kälin       | Suíça         | 13.23 |                      | 1090   |
| 2       | 3       | Noor Vidts        | Bélgica       | 13.26 |                      | 1081   |
| 3       | 3       | Nafissatou Thiam  | Bélgica       | 13.34 |                      | 1074   |
| 4       | 3       | Anouk Vetter      | Países Baixos | 13.37 |                      | 1069   |
| 5       | 2       | Carolin Schäfer   | Alemanha      | 13.39 | Recorde da temporada | 1066   |
| 6       | 3       | Léonie Cambours   | França        | 13.52 |                      | 1047   |
| 7       | 1       | Ivona Dadic       | Áustria       | 13.70 | Recorde da temporada | 1021   |
| 8       | 2       | Jade O'Dowda      | Reino Unido   | 13.72 |                      | 1018   |
| 8       | 2       | Sophie Weißenberg | Alemanha      | 13.72 |                      | 1018   |
| 10      | 2       | Sveva Gerevini    | Itália        | 13.73 |                      | 1017   |
| 11      | 2       | Holly Mills       | Reino Unido   | 13.74 |                      | 1015   |
| 11      | 2       | Saga Vanninen     | Finlândia     | 13.74 |                      | 1015   |
| 13      | 3       | Xénia Krizsán     | Hungria       | 13.77 |                      | 1011   |
| 14      | 2       | Sofie Dokter      | Países Baixos | 13.81 |                      | 1005   |
| 15      | 1       | María Vicente     | Espanha       | 13.84 | Recorde da temporada | 1001   |
| 16      | 1       | Dorota Skřivanová | Chéquia       | 13.92 |                      | 990    |
| 17      | 3       | Adrianna Sułek    | Polónia       | 13.94 |                      | 987    |
| 18      | 1       | Claudia Conte     | Espanha       | 14.10 |                      | 964    |
| 19      | 1       | Paulina Ligarska  | Polónia       | 14.22 |                      | 947    |
| 20      | 1       | Yuliya Loban      | Ucrânia       | 14.36 |                      | 928    |
| 21      | 1       | Bianca Salming    | Suécia        | 14.37 |                      | 927    |
| 22      | 2       | Emma Oosterwegel  | Países Baixos | DNF   |                      | 0      |
| 23      | 1       | Kate O'Connor     | Irlanda       | DNS   | DNS                  | DNS    |

### Salto em altura
A prova foi realizada no dia 17 de agosto às 11:35.
| Posição | Grupo | Atleta            | Nacionalidade | 1.62 | 1.65 | 1.68 | 1.71 | 1.74 | 1.77 | 1.80 | 1.83 | 1.86 | 1.89 | 1.92 | 1.95 | 1.98 | 2.01 | Resultado | Pontos | Notas                | Total |
| ------- | ----- | ----------------- | ------------- | ---- | ---- | ---- | ---- | ---- | ---- | ---- | ---- | ---- | ---- | ---- | ---- | ---- | ---- | --------- | ------ | -------------------- | ----- |
| 1       | A     | Nafissatou Thiam  | Bélgica       | –    | –    | –    | –    | –    | –    | o    | o    | o    | o    | xo   | o    | o    | xxr  | 1.98      | 1211   | CB                   | 2285  |
| 2       | A     | Adrianna Sułek    | Polónia       | –    | –    | –    | –    | o    | o    | o    | o    | xo   | o    | xxx  |      |      |      | 1.89      | 1093   |                      | 2080  |
| 3       | A     | Bianca Salming    | Suécia        | –    | –    | –    | o    | o    | xo   | o    | xo   | xxo  | xxx  |      |      |      |      | 1.86      | 1054   | Recorde da temporada | 1981  |
| 4       | A     | Noor Vidts        | Bélgica       | –    | –    | o    | o    | o    | xo   | xo   | xo   | xxx  |      |      |      |      |      | 1.83      | 1016   |                      | 2097  |
| 5       | A     | Sophie Weißenberg | Alemanha      | –    | –    | –    | o    | xo   | o    | xo   | xxx  |      |      |      |      |      |      | 1.80      | 978    | =                    | 1996  |
| 6       | A     | Sofie Dokter      | Países Baixos | –    | –    | o    | xxo  | o    | xo   | xo   | xxx  |      |      |      |      |      |      | 1.80      | 978    |                      | 1983  |
| 7       | B     | Jade O'Dowda      | Reino Unido   | o    | o    | o    | xo   | o    | o    | xxo  | r    |      |      |      |      |      |      | 1.80      | 978    | Recorde pessoal      | 1996  |
| 8       | A     | Claudia Conte     | Espanha       | –    | –    | –    | o    | o    | xo   | xxo  | xxx  |      |      |      |      |      |      | 1.80      | 978    |                      | 1942  |
| 9       | A     | Paulina Ligarska  | Polónia       | –    | –    | o    | o    | xxo  | o    | xxx  |      |      |      |      |      |      |      | 1.77      | 941    |                      | 1888  |
| 10      | A     | Dorota Skřivanová | Chéquia       | –    | –    | o    | xo   | o    | xo   | xxx  |      |      |      |      |      |      |      | 1.77      | 941    |                      | 1931  |
| 11      | A     | Léonie Cambours   | França        | –    | –    | –    | o    | xxo  | xo   | xxx  |      |      |      |      |      |      |      | 1.77      | 941    |                      | 1988  |
| 12      | B     | Ivona Dadic       | Áustria       | o    | o    | o    | xo   | o    | xxo  | xxx  |      |      |      |      |      |      |      | 1.77      | 941    | Recorde da temporada | 1962  |
| 13      | B     | Xénia Krizsán     | Hungria       | o    | o    | xo   | xo   | o    | xxo  | xxx  |      |      |      |      |      |      |      | 1.77      | 941    | Recorde da temporada | 1952  |
| 14      | B     | Annik Kälin       | Suíça         | –    | o    | o    | xo   | o    | xxx  |      |      |      |      |      |      |      |      | 1.74      | 903    |                      | 1993  |
| 14      | B     | María Vicente     | Espanha       | –    | o    | o    | xo   | o    | xxx  |      |      |      |      |      |      |      |      | 1.74      | 903    | Recorde da temporada | 1904  |
| 16      | B     | Yuliya Loban      | Ucrânia       | o    | xo   | o    | xo   | o    | xxx  |      |      |      |      |      |      |      |      | 1.74      | 903    | =                    | 1831  |
| 17      | B     | Carolin Schäfer   | Alemanha      | –    | o    | o    | o    | xo   | xxx  |      |      |      |      |      |      |      |      | 1.74      | 903    | Recorde da temporada | 1969  |
| 17      | B     | Saga Vanninen     | Finlândia     | –    | o    | o    | o    | xo   | xxx  |      |      |      |      |      |      |      |      | 1.74      | 903    |                      | 1918  |
| 19      | B     | Holly Mills       | Reino Unido   | –    | o    | xo   | o    | xxo  | xxx  |      |      |      |      |      |      |      |      | 1.74      | 903    |                      | 1918  |
| 20      | A     | Anouk Vetter      | Países Baixos | –    | –    | o    | o    | xxx  |      |      |      |      |      |      |      |      |      | 1.71      | 867    |                      | 1936  |
| 21      | B     | Sveva Gerevini    | Itália        | o    | o    | o    | xo   | xxx  |      |      |      |      |      |      |      |      |      | 1.71      | 867    | =                    | 1884  |
| 22      | B     | Kate O'Connor     | Irlanda       | DNS  | DNS  | DNS  | DNS  | DNS  | DNS  | DNS  | DNS  | DNS  | DNS  | DNS  | DNS  | DNS  | DNS  | DNS       | DNS    | DNS                  | DNS   |
| 22      | B     | Emma Oosterwegel  | Países Baixos | DNS  | DNS  | DNS  | DNS  | DNS  | DNS  | DNS  | DNS  | DNS  | DNS  | DNS  | DNS  | DNS  | DNS  | DNS       | DNS    | DNS                  | DNS   |

### Arremesso de peso
A prova foi realizada no dia 17 de agosto às 19:49.
| Posição | Grupo | Atleta            | Nacionalidade | #1    | #2    | #3    | Resultado | Notas                | Pontos | Total |
| ------- | ----- | ----------------- | ------------- | ----- | ----- | ----- | --------- | -------------------- | ------ | ----- |
| 1       | A     | Anouk Vetter      | Países Baixos | 15.68 | 15.08 | x     | 15.68     |                      | 907    | 2843  |
| 2       | A     | Saga Vanninen     | Finlândia     | 15.08 | 14.80 | 14.73 | 15.08     | Recorde pessoal      | 866    | 2784  |
| 3       | A     | Nafissatou Thiam  | Bélgica       | 14.95 | 14.89 | 14.81 | 14.95     |                      | 858    | 3143  |
| 4       | A     | Ivona Dadic       | Áustria       | x     | 14.28 | 14.31 | 14.31     |                      | 815    | 2777  |
| 5       | A     | Bianca Salming    | Suécia        | 14.26 | 13.74 | 13.86 | 14.26     |                      | 811    | 2792  |
| 6       | A     | Adrianna Sułek    | Polónia       | 13.33 | 14.18 | 13.95 | 14.18     | Recorde pessoal      | 806    | 2886  |
| 7       | A     | Xénia Krizsán     | Hungria       | 14.02 | x     | x     | 14.02     |                      | 795    | 2747  |
| 8       | A     | Yuliya Loban      | Ucrânia       | 13.49 | 13.82 | 13.99 | 13.99     |                      | 793    | 2624  |
| 9       | A     | Noor Vidts        | Bélgica       | 13.49 | 13.80 | 13.86 | 13.86     |                      | 785    | 2882  |
| 10      | A     | Paulina Ligarska  | Polónia       | 13.23 | 13.78 | 13.26 | 13.78     |                      | 779    | 2667  |
| 11      | B     | Carolin Schäfer   | Alemanha      | 12.94 | 13.68 | 13.67 | 13.68     |                      | 773    | 2742  |
| 12      | B     | Annik Kälin       | Suíça         | 13.56 | 13.18 | 13.12 | 13.56     |                      | 765    | 2758  |
| 13      | B     | María Vicente     | Espanha       | 12.37 | 11.54 | 13.53 | 13.53     | Recorde pessoal      | 763    | 2667  |
| 14      | B     | Sophie Weißenberg | Alemanha      | 13.26 | x     | x     | 13.26     |                      | 745    | 2741  |
| 15      | B     | Dorota Skřivanová | Chéquia       | 12.33 | 12.82 | 13.24 | 13.24     |                      | 743    | 2674  |
| 16      | B     | Holly Mills       | Reino Unido   | 13.23 | 13.02 | 12.25 | 13.23     |                      | 743    | 2661  |
| 17      | B     | Jade O'Dowda      | Reino Unido   | 11.91 | 12.32 | 12.98 | 12.98     |                      | 726    | 2722  |
| 18      | B     | Sofie Dokter      | Países Baixos | 12.78 | 12.60 | 12.60 | 12.78     |                      | 713    | 2696  |
| 19      | B     | Sveva Gerevini    | Itália        | 11.82 | 12.12 | 12.15 | 12.15     | Recorde da temporada | 671    | 2555  |
| 20      | B     | Léonie Cambours   | França        | 11.33 | 11.76 | 11.95 | 11.95     |                      | 658    | 2646  |
| 21      | B     | Claudia Conte     | Espanha       | 11.51 | 11.19 | –     | 11.51     |                      | 629    | 2571  |
| 22      | B     | Kate O'Connor     | Irlanda       | DNS   | DNS   | DNS   | DNS       | DNS                  | DNS    | DNS   |
| 22      | A     | Emma Oosterwegel  | Países Baixos | DNS   | DNS   | DNS   | DNS       | DNS                  | DNS    | DNS   |

### 200 metros
A prova foi realizada no dia 17 de agosto às 21:17.
| Posição | Bateria | Atleta            | Nacionalidade | Tempo | Notas                | Pontos | Total |
| ------- | ------- | ----------------- | ------------- | ----- | -------------------- | ------ | ----- |
| 1       | 3       | Anouk Vetter      | Países Baixos | 24.00 |                      | 981    | 3824  |
| 2       | 3       | Annik Kälin       | Suíça         | 24.14 |                      | 967    | 3725  |
| 2       | 3       | Noor Vidts        | Bélgica       | 24.14 |                      | 967    | 3849  |
| 4       | 2       | Carolin Schäfer   | Alemanha      | 24.16 | Recorde da temporada | 965    | 3707  |
| 4       | 3       | Sophie Weißenberg | Alemanha      | 24.16 |                      | 965    | 3706  |
| 5       | 3       | María Vicente     | Espanha       | 24.18 |                      | 963    | 3630  |
| 6       | 3       | Sveva Gerevini    | Itália        | 24.30 |                      | 952    | 3507  |
| 7       | 2       | Dorota Skřivanová | Chéquia       | 24.45 |                      | 938    | 3612  |
| 8       | 3       | Adrianna Sułek    | Polónia       | 24.54 |                      | 929    | 3815  |
| 9       | 3       | Sofie Dokter      | Países Baixos | 24.57 |                      | 927    | 3623  |
| 10      | 2       | Nafissatou Thiam  | Bélgica       | 24.64 |                      | 920    | 4063  |
| 11      | 1       | Paulina Ligarska  | Polónia       | 24.72 |                      | 913    | 3580  |
| 12      | 2       | Léonie Cambours   | França        | 24.73 |                      | 912    | 3558  |
| 13      | 1       | Xénia Krizsán     | Hungria       | 24.74 |                      | 911    | 3658  |
| 14      | 2       | Jade O'Dowda      | Reino Unido   | 24.80 |                      | 905    | 3627  |
| 15      | 2       | Saga Vanninen     | Finlândia     | 25.01 |                      | 886    | 3670  |
| 16      | 2       | Holly Mills       | Reino Unido   | 25.11 |                      | 877    | 3538  |
| 17      | 1       | Yuliya Loban      | Ucrânia       | 25.68 |                      | 825    | 3449  |
| 18      | 1       | Bianca Salming    | Suécia        | 26.04 |                      | 794    | 3586  |
| 19      | 1       | Ivona Dadic       | Áustria       | DSQ   |                      | 0      | 2777  |
| 20      | 1       | Claudia Conte     | Espanha       | DNS   | DNS                  | DNS    | DNS   |
| 20      | 1       | Kate O'Connor     | Irlanda       | DNS   | DNS                  | DNS    | DNS   |
| 20      | 2       | Emma Oosterwegel  | Países Baixos | DNS   | DNS                  | DNS    | DNS   |

### Salto em distância
A prova foi realizada no dia 18 de agosto às 09:25.
| Posição | Grupo | Atleta            | Nacionalidade | #1   | #2   | #3   | Resultado | Notas                | Pontos | Total |
| ------- | ----- | ----------------- | ------------- | ---- | ---- | ---- | --------- | -------------------- | ------ | ----- |
| 1       | B     | Annik Kälin       | Suíça         | x    | 6.73 | x    | 6.73      | Recorde pessoal      | 1082   | 4807  |
| 2       | B     | Adrianna Sułek    | Polónia       | x    | x    | 6.55 | 6.55      | Recorde pessoal      | 1023   | 4838  |
| 3       | B     | Sophie Weißenberg | Alemanha      | 6.11 | 6.01 | 6.35 | 6.35      |                      | 959    | 4665  |
| 4       | B     | Noor Vidts        | Bélgica       | 6.31 | 6.21 | x    | 6.31      |                      | 946    | 4795  |
| 5       | B     | Jade O'Dowda      | Reino Unido   | 6.27 | x    | x    | 6.27      |                      | 934    | 4561  |
| 5       | B     | Anouk Vetter      | Países Baixos | x    | 6.27 | x    | 6.27      |                      | 934    | 4758  |
| 7       | A     | Sveva Gerevini    | Itália        | 5.90 | 6.21 | x    | 6.21      | Recorde pessoal      | 915    | 4422  |
| 8       | A     | Xénia Krizsán     | Hungria       | 6.15 | x    | x    | 6.15      |                      | 896    | 4554  |
| 9       | B     | Nafissatou Thiam  | Bélgica       | 6.08 | x    | x    | 6.08      |                      | 874    | 4937  |
| 10      | A     | Paulina Ligarska  | Polónia       | 6.00 | x    | 5.87 | 6.00      |                      | 850    | 4430  |
| 11      | A     | Yuliya Loban      | Ucrânia       | x    | 6.00 | 5.82 | 6.00      | Recorde pessoal      | 850    | 4299  |
| 12      | A     | Saga Vanninen     | Finlândia     | 5.86 | x    | 5.99 | 5.99      |                      | 846    | 4516  |
| 13      | A     | Bianca Salming    | Suécia        | x    | 5.83 | 5.45 | 5.83      | Recorde da temporada | 798    | 4384  |
| 14      | A     | Sofie Dokter      | Países Baixos | 5.82 | x    | x    | 5.82      |                      | 795    | 4418  |
| 14      | A     | Carolin Schäfer   | Alemanha      | 5.82 | x    | x    | 5.82      |                      | 795    | 4502  |
| 16      | B     | Holly Mills       | Reino Unido   | 5.72 | x    | x    | 5.72      |                      | 765    | 4503  |
| 17      | B     | Léonie Cambours   | França        | x    | x    | x    | NM        |                      | 0      | 3558  |
| 17      | B     | María Vicente     | Espanha       | x    | x    | x    | NM        |                      | 0      | 3630  |
| 17      | A     | Dorota Skřivanová | Chéquia       | x    | x    | x    | NM        |                      | 0      | 3612  |
| 20      | A     | Ivona Dadic       | Áustria       | DNS  | DNS  | DNS  | DNS       | DNS                  | DNS    | DNS   |

### Lançamento de dardo
A prova foi realizada no dia 18 de agosto às 11:36.
| Posição | Grupo | Atleta            | Nacionalidade | #1    | #2    | #3    | Resultado | Notas                | Pontos | Total |
| ------- | ----- | ----------------- | ------------- | ----- | ----- | ----- | --------- | -------------------- | ------ | ----- |
| 1       | B     | Xénia Krizsán     | Hungria       | 50.38 | 48.28 | –     | 50.38     | Recorde da temporada | 867    | 5421  |
| 2       | B     | Carolin Schäfer   | Alemanha      | 50.18 | 48.57 | 50.03 | 50.18     | Recorde da temporada | 864    | 5366  |
| 3       | B     | Bianca Salming    | Suécia        | 50.15 | 47.66 | x     | 50.15     | Recorde da temporada | 863    | 5247  |
| 4       | B     | Nafissatou Thiam  | Bélgica       | x     | 48.89 | 44.81 | 48.89     |                      | 839    | 5776  |
| 5       | B     | Sophie Weißenberg | Alemanha      | 45.86 | 46.73 | 44.78 | 46.73     |                      | 797    | 5462  |
| 6       | B     | Annik Kälin       | Suíça         | 46.45 | 46.72 | 46.55 | 46.72     |                      | 797    | 5604  |
| 7       | A     | Yuliya Loban      | Ucrânia       | 44.77 | 42.73 | 43.38 | 44.77     |                      | 759    | 5058  |
| 8       | B     | Saga Vanninen     | Finlândia     | 42.56 | 43.95 | 43.70 | 43.95     |                      | 743    | 5259  |
| 9       | B     | Paulina Ligarska  | Polónia       | 43.94 | 42.68 | x     | 43.94     |                      | 743    | 5173  |
| 10      | A     | Adrianna Sułek    | Polónia       | 40.39 | 41.61 | 42.86 | 42.86     | Recorde pessoal      | 722    | 5560  |
| 11      | A     | Noor Vidts        | Bélgica       | 38.06 | 39.14 | 41.82 | 41.82     | Recorde pessoal      | 702    | 5497  |
| 12      | B     | Jade O'Dowda      | Reino Unido   | 41.04 | 41.21 | 38.41 | 41.21     |                      | 691    | 5252  |
| 13      | A     | Sveva Gerevini    | Itália        | 40.64 | 37.94 | x     | 40.64     | Recorde da temporada | 680    | 5102  |
| 14      | A     | Léonie Cambours   | França        | 35.31 | 35.16 | 36.35 | 36.35     |                      | 597    | 4155  |
| 15      | A     | Sofie Dokter      | Países Baixos | 35.82 | 35.45 | 24.13 | 35.82     |                      | 587    | 5005  |
| 16      | A     | Holly Mills       | Reino Unido   | DNS   | DNS   | DNS   | DNS       | DNS                  | DNS    | DNS   |
| 16      | A     | Dorota Skřivanová | Chéquia       | DNS   | DNS   | DNS   | DNS       | DNS                  | DNS    | DNS   |
| 16      | B     | Anouk Vetter      | Países Baixos | DNS   | DNS   | DNS   | DNS       | DNS                  | DNS    | DNS   |
| 16      | A     | María Vicente     | Espanha       | DNS   | DNS   | DNS   | DNS       | DNS                  | DNS    | DNS   |

### 800 metros
A prova foi realizada no dia 18 de agosto às 21:55.
| Posição | Atleta            | Nacionalidade | Tempo   | Notas                | Pontos | Total |
| ------- | ----------------- | ------------- | ------- | -------------------- | ------ | ----- |
| 1       | Adrianna Sułek    | Polónia       | 2:09.49 |                      | 972    | 6532  |
| 2       | Noor Vidts        | Bélgica       | 2:09.63 |                      | 970    | 6467  |
| 3       | Xénia Krizsán     | Hungria       | 2:10.90 | Recorde da temporada | 951    | 6372  |
| 4       | Bianca Salming    | Suécia        | 2:11.85 | Recorde da temporada | 938    | 6185  |
| 5       | Jade O'Dowda      | Reino Unido   | 2:12.03 | Recorde pessoal      | 935    | 6187  |
| 6       | Sveva Gerevini    | Itália        | 2:12.65 |                      | 926    | 6028  |
| 7       | Paulina Ligarska  | Polónia       | 2:13.32 |                      | 917    | 6090  |
| 8       | Annik Kälin       | Suíça         | 2:13.73 | Recorde pessoal      | 911    | 6515  |
| 9       | Carolin Schäfer   | Alemanha      | 2:17.55 |                      | 857    | 6223  |
| 10      | Nafissatou Thiam  | Bélgica       | 2:17.95 |                      | 852    | 6628  |
| 11      | Sofie Dokter      | Países Baixos | 2:21.29 |                      | 806    | 5811  |
| 12      | Léonie Cambours   | França        | 2:22.20 |                      | 794    | 4949  |
| 13      | Yuliya Loban      | Ucrânia       | 2:22.62 |                      | 788    | 5846  |
| 14      | Saga Vanninen     | Finlândia     | 2:22.76 | Recorde pessoal      | 786    | 6045  |
| 15      | Sophie Weißenberg | Alemanha      | DNS     | DNS                  | DNS    | DNS   |

## Resultado final
O resultado final foi publicado.
| Colocação         | Atleta            | Nacionalidade | 100 m C/B  | SA        | AP        | 200 m     | SD        | LD        | 800 m       | Total | Notas                |
| ----------------- | ----------------- | ------------- | ---------- | --------- | --------- | --------- | --------- | --------- | ----------- | ----- | -------------------- |
| Medalha de ouro   | Nafissatou Thiam  | Bélgica       | 1074 13.34 | 1211 1.98 | 858 14.98 | 920 24.64 | 874 6.08  | 839 48.89 | 852 2:17.95 | 6628  |                      |
| Medalha de prata  | Adrianna Sułek    | Polónia       | 987 13.94  | 1093 1.89 | 806 14.18 | 929 24.54 | 1023 6.55 | 722 42.86 | 972 2:09.49 | 6532  |                      |
| Medalha de bronze | Annik Kälin       | Suíça         | 1090 13.23 | 903 1.74  | 765 13.56 | 967 24.14 | 1082 6.73 | 797 46.72 | 911 2:13.73 | 6515  | Recorde nacional     |
| 4                 | Noor Vidts        | Bélgica       | 1081 13.29 | 1016 1.83 | 785 13.86 | 967 24.14 | 946 6.31  | 702 41.82 | 970 2:09.63 | 6467  |                      |
| 5                 | Xénia Krizsán     | Hungria       | 1011 13.77 | 941 1.77  | 795 14.02 | 911 24.74 | 896 6.15  | 867 50.38 | 951 2:10.90 | 6372  | Recorde da temporada |
| 6                 | Carolin Schäfer   | Alemanha      | 1066 13.39 | 903 1.74  | 773 13.68 | 965 24.16 | 795 5.82  | 864 50.18 | 854 2:17.55 | 6223  | Recorde da temporada |
| 7                 | Jade O'Dowda      | Reino Unido   | 1018 13.72 | 978 1.80  | 726 12.98 | 905 24.80 | 934 6.27  | 691 41.21 | 935 2:12.03 | 6187  |                      |
| 8                 | Bianca Salming    | Suécia        | 927 14.37  | 1054 1.86 | 811 14.26 | 794 26.04 | 798 5.83  | 863 50.15 | 938 2:11.85 | 6185  | Recorde pessoal      |
| 9                 | Paulina Ligarska  | Polónia       | 947 14.22  | 941 1.77  | 779 13.78 | 913 24.72 | 850 6.00  | 743 43.94 | 917 2:13.32 | 6090  |                      |
| 10                | Saga Vanninen     | Finlândia     | 1015 13.74 | 903 1.74  | 866 15.08 | 886 25.01 | 846 5.99  | 743 43.95 | 786 2:22.76 | 6045  |                      |
| 11                | Sveva Gerevini    | Itália        | 1017 13.73 | 867 1.71  | 671 12.15 | 952 24.30 | 915 6.21  | 680 40.64 | 926 2:12.65 | 6028  | Recorde pessoal      |
| 12                | Yuliya Loban      | Ucrânia       | 928 14.36  | 903 1.74  | 793 13.99 | 825 25.68 | 850 6.00  | 759 44.77 | 788 2:22.62 | 5846  | Recorde da temporada |
| 13                | Sofie Dokter      | Países Baixos | 1005 13.81 | 978 1.80  | 713 12.78 | 927 24.57 | 795 5.82  | 587 35.82 | 806 2:21.29 | 5811  |                      |
| 14                | Léonie Cambours   | França        | 1047 13.52 | 941 1.77  | 658 11.95 | 912 24.73 | 0 NM      | 597 36.35 | 794 2:22.20 | 4949  |                      |
| 16                | Sophie Weißenberg | Alemanha      | 1018 13.72 | 978 1.80  | 745 13.26 | 965 24.16 | 959 6.35  | 797 46.73 | DNS         | DNF   |                      |
| 17                | Holly Mills       | Reino Unido   | 1015 13.74 | 903 1.74  | 743 13.23 | 877 25.11 | 765 5.72  | DNS       |             | DNF   |                      |
| 18                | Dorota Skřivanová | Chéquia       | 990 13.92  | 941 1.77  | 743 13.24 | 938 24.45 | 0 NM      | DNS       |             | DNF   |                      |
| 19                | Anouk Vetter      | Países Baixos | 1069 13.37 | 867 1.71  | 907 15.68 | 981 24.00 | 934 6.27  | DNS       |             | DNF   |                      |
| 20                | María Vicente     | Espanha       | 1001 13.84 | 903 1.74  | 763 13.53 | 963 24.18 | 0 NM      | DNS       |             | DNF   |                      |
| 21                | Ivona Dadic       | Áustria       | 1021 13.70 | 941 1.77  | 815 14.31 | DSQ       | DNS       |           |             | DNF   |                      |
| 22                | Claudia Conte     | Espanha       | 964 14.10  | 978 1.80  | 629 11.51 | DNS       |           |           |             | DNF   |                      |
| 23                | Emma Oosterwegel  | Países Baixos | DNF        | DNS       |           |           |           |           |             | DNF   |                      |
| 24                | Kate O'Connor     | Irlanda       | DNS        |           |           |           |           |           |             | DNS   |                      |

Legenda
| Recorde mundial       | Recorde mundial (World record)               |                       | Recorde africano                      | Recorde africano (African) |                                           | Q | Classificado por posição (Qualified) |
| Recorde do campeonato | Recorde do campeonato (Championship record)  | Recorde da América    | Recorde da América (Americas)         | q                          | Classificado por melhor tempo (Qualified) |   |                                      |
| Melhor marca do ano   | Melhor marca do ano (World leading)          | Recorde asiático      | Recorde asiático (Asian)              | DNS                        | Não largou (Did not start)                |   |                                      |
| Recorde nacional      | Recorde nacional (National record)           | Recorde europeu       | Recorde europeu (European)            | DNF                        | Não terminou (Did not finish)             |   |                                      |
| Recorde pessoal       | Recorde pessoal do atleta (Personal best)    | Recorde da Oceania    | Recorde da Oceania (Oceania)          | DSQ / DQ                   | Desclassificado (Disqualified)            |   |                                      |
| Recorde da temporada  | Recorde da temporada do atleta (Season best) | Recorde sul-americano | Recorde sul-americano (South America) | NM                         | Sem marca (No mark)                       |   |                                      |